# Taurinya
Taurinya (catalansk: Taurinyà) er en by og kommune i departementet Pyrénées-Orientales i Sydfrankrig.

## Geografi
Taurinya ligger 49 km vest for Perpignan. Nærmeste byer er mod nord Codalet (4 km) og mod syd Fillols (7 km).

## Demografi

### Udvikling i folketal
| 1962                                                              | 1968 | 1975 | 1982 | 1990 | 1999 | 2007 | 2012 | 2017 |
| ----------------------------------------------------------------- | ---- | ---- | ---- | ---- | ---- | ---- | ---- | ---- |
| 326                                                               | 242  | 225  | 215  | 248  | 307  | 318  | 329  | 336  |
| Tal fra og med 1962 er uden dobbelttælling (sans doubles comptes) |      |      |      |      |      |      |      |      |